# Alexa Toolbar
Alexa Toolbar és un Browser Helper Object per a Internet Explorer que Alexa utilitza per mesurar les estadístiques del lloc web. Inclou un bloquejador de pop-ups, una quadre d'entrada al motor de cerca, un enllaç a Amazon.com, informació sobre la qualificació actual d'Alexa del lloc web que l'usuari està visitant i enllaços rellevants al lloc que l'usuari navega.
A principis de 2005 Alexa va declarar que hi havia hagut 10 milions de descàrregues de la barra d'eines, tot i que l'empresa no proporcionava estadístiques sobre l'ús actiu. Originalment, les pàgines web només es classificaven entre els usuaris que tenien instal·lada la Barra d'eines d'Alexa, i podrien ser parcials si un subgrup d'espectadors específics es resistia a participar en el rànquing. Això va causar algunes controvèrsies sobre la forma en què la base d'usuaris d'Alexa era representativa del comportament típic d'Internet, especialment per als llocs menys visitats. El 2007, Michael Arrington va proporcionar exemples de classificacions d'Alexa que contrastaven amb les dades del servei d'anàlisi web comScore, incloent-hi la classificació de YouTube per davant de Google.
Fins a 2007, un connector subministrat per tercers per al navegador Firefox va ser l'única opció per als usuaris de Firefox després que Amazon abandonés la seva barra d'eines A9. El 16 de juliol de 2007, Alexa va publicar una barra d'eines oficial per a Firefox anomenada Sparky. El 16 d'abril de 2008, molts usuaris van informar de canvis dràstics en els rànquings d'Alexa, fet que l'empresa va confirmar dient que havien alliberat un sistema de rànquing actualitzat i garantint que ara tindrien en compte més fonts de dades "més enllà dels usuaris d'Alexa Toolbar".